# 21518 Maysunhasan
21518 Maysunhasan è un asteroide della fascia principale. Scoperto nel 1998, presenta un'orbita caratterizzata da un semiasse maggiore pari a 2,5935582 UA e da un'eccentricità di 0,1001401, inclinata di 14,13876° rispetto all'eclittica.